# 星誕期偉真智
星誕期 偉真智（ほしたんご いまち、1965年9月5日 - ）は、アルゼンチンのブエノスアイレス出身で陸奥部屋所属であった元大相撲力士であり芸能事務所稲川素子事務所および株式会社KP所属のタレント、DDTプロレスリング所属のプロレスラーである。血液型O型。
芸名は星誕期（ほしたんご）。2000年10月に日本に帰化し、本名を四股名に因んで星 誕期（ほし たんご）とした。旧名はイマチ・マルセロ・サロモン（Imachi Marcelo Salomón）。大相撲時代は、身長185cm、体重167kg。得意手は突っ張り、押し。最高位は西十両3枚目（2000年1月場所）。

## 来歴
アルゼンチンでのちの星安出寿とともに日本の警視庁にいた柔道家の相馬英樹の生徒となる。水泳のインストラクターをしていた所、ブエノスアイレスのジムで出会った中央大学の日本人客員教授に相撲を勧められ、中央大学に留学。1987年5月場所に初のアルゼンチン出身力士として初土俵。そこから2年余りで幕下に定着した。その後は怪我で三段目に落ちるなど苦労したが、初土俵から5年余りたった1992年9月場所には南米出身の力士で初めて十両に昇進した。新十両の場所は5勝10敗と跳ね返され1場所で幕下に陥落。そこから再十両まで1年半の期間を要したが、再十両で迎えた1994年1月場所では10勝5敗の成績で関取としての初の勝ち越しを決めた。しかしそこから2場所続けて大幅に負け越して再び幕下に陥落。以降も調子が上がらず、一時は三段目に陥落したこともあった。1997年5月場所は東幕下8枚目の位置で幕下唯一の6戦全勝として幕下優勝と再十両を懸けて13日目に7番相撲で星違いの闘牙に挑んだが、左四つの体勢から攻め込んだものの土俵際で闘牙の逆転の左下手投げに敗れて十両復帰の望みを絶たれた。幕下の優勝争いは全勝の星誕期が敗れたことにより1敗力士8人による優勝決定戦に縺れ込み、星誕期は1回戦で敗退して再十両ばかりか幕下優勝も逃した（優勝は闘牙）。
1998年に開催された長野オリンピックでは関取衆が各国の選手団を先導することになった。当時、幕下に陥落していたが人数の関係で関取経験者も参加することとなったため、母国・アルゼンチンの選手団を先導し話題になった。それが励みとなり、33歳の誕生日を迎えた直後の同年9月場所で26場所振りに十両に復帰した。この頃の星誕期は体重が160kgを超え、得意の突き押し相撲に破壊力が増したことが復活の要因となった。再昇格後は34歳にして自己最高位を更新するなど一時は幕内が見える地位まで登りつめたが、東十両8枚目で迎えた2000年7月場所は初日から精彩を欠く相撲が続き、1勝も挙げられず15戦全敗を喫した。十両の15戦全敗は1989年5月場所の鳳凰以来、11年振りの出来事であった（幕内を含めると1991年7月場所の板井以来）。これにより翌9月場所には幕下に陥落した。その後も十両復帰は叶わなかったものの、長く相撲を取り続け、陸奥部屋の鬼軍曹的存在として若手力士たちを熱心に指導した。三段目に陥落した2004年1月場所に引退し、翌3月場所には相撲中継のゲストとして幕下の取り組み中に出演したこともあった。思い出に残る相撲は2000年7月場所9日目に時津風一門の大先輩である寺尾と一度だけ対戦した取組を挙げた。
引退後はアルゼンチンには帰らず、人形町にちゃんこも出す多国籍料理店「タンゴーズダイニング」を開業し、茅場町と四谷麹町にも支店を出したが、プロレス挑戦前後に全て閉店した。

## タレント活動
タレント活動も行っており、『トリビアの泉』、『世界ふしぎ発見!』、『ぶちぬき』（腕相撲レギュラー）、『単位上等!爆走数取団』（関取団員）、『はねるのトびら』（回転SUSHI3代目若い衆）などのバラエティ番組に頻繁に出演している。

## プロレス
2006年10月23日、プロレス挑戦を表明。同年12月29日、DDTプロレスリングにてデビュー。得意技はアルゼンチン・バックブリーカー、チョークスラム。
2009年、2年間のフリー参戦の末、正式にDDTプロレスリング所属のレスラーとして契約する。
2008年10月26日、DDTプロレスリングの別ブランドハードヒットの新宿FACE大会にて、引退後初と思われるまわし姿を披露。
タノムサク鳥羽と「相撲VSムエタイ」の好勝負を展開。最後は相撲では禁じ手の五輪砕きで勝利をあげた。
2010年の契約更新の際にデスマッチ参戦を希望し、2月のユニオン大会のISAMI戦でデスマッチデビューを果たした。
同年、DDTに突如現れたヤゴウ公国を名乗る集団が「モビルアーマー・ホシタンゴ」を投入すると発表。あずかり知らぬところで名前を出された星誕期は憤怒するが、高木三四郎から両国大会での出番について「アイアンマン…かな」と聞かされ反発し、モビルアーマーとなることを承諾してヤゴウ公国入りする。
2012年はモンスターアーミーに加入しイマチ大佐として活動している。
2013年にはKO-D6人タッグ王座をアントーニオ本多、火野裕士とともに奪取した。さらには男色ディーノの持つ世界大森級選手権の試合にも挑戦する。試合に負けアルゼンチンがゲイタウンであることを自ら告白する。
最近ではDDTで行われる相撲大会に力士としてではなく行司として登場している。上位にいつもいる松永智充に少し対抗心を燃やしている。プロレスでは松永に敗れていて相撲で直接勝負はしていない。2015年9月に行われた新潟大会では松永から直接勝利をしている。
10月12日、全日本プロレスに初参戦。石川修司とのタッグで世界最強タッグ決定リーグ戦にもエントリー。
2016年3月24日、石川修司とのタッグで世界タッグ選手権に挑戦するも敗北。
4月2日、DDT春日部大会で、キング・オブ・ダーク王座を初戴冠。
近年は、DDT興行にはほぼ出ず、レスラー活動は他団体の参戦が増えている。

## 得意技
新百合ヶ丘夜明け前
ランニングボディプレスと同型。
ブエノスアイレス午前零時
ダイビングボディプレスと同型。
アルゼンチンバックブリーカー
張り手

## タイトル歴
DDTプロレスリング
- 第4代KO-D6人タッグ王座（パートナーは火野裕士&アントーニオ本多）
- 第8代DDT EXTREME級王座
- 第907代、第986代アイアンマンヘビーメタル級王座
- 第14代キング・オブ・ダーク王座

TTTプロレスリング
- 第7代TTT認定インディー統一6人タッグ王座（パートナーは藤田ミノル&条柴拓真）

## その他
- 四股名は入門時の師匠（元前頭・星甲）の現役時代の四股名から星の字を貰い、それにアルゼンチンで有名な音楽であるタンゴを合わせたもの。当初は「星端午」となる予定であったが、一期一会の意味を込めて最終的には「星誕期」と決定した。
- 引退後、週末にはラグビーを行っていた。
- 映画『HERO』ではスペイン語指導としてスタッフに参加した。
- テレビドラマ『古畑任三郎』第27回「黒岩博士の恐怖」で、車中で話す相撲の話題に名前が登場する。
- 元兄弟子の星岩涛が師匠であった頃は、十両昇進後も設備上の理由から部屋の外のアパートで暮らしており、家賃の節約のために1Kの部屋で同郷の星安出寿と同居していた。また、部屋がちゃんこ代の用意にも困っていたためマクドナルドで普段の食事をしていた。部屋がマクドナルドの近くにあるので若い衆も望ましくない食生活を真似てしまい、これに苦悩していたという。
- アルゼンチンには年末に帰国することが多くDDTの契約更改がほかの選手よりも少し遅くなる。
- 彼女がいて佐々木大輔はその彼女を「お母さん」と呼んでいる。
- 一門は違うが北の湖には優しくされていた。北の湖が死去した際、星誕期は「部屋（陸奥部屋）も一門も違うけど、かわいがってもらった。一緒に焼肉を食べたり。心の広さがすごい人だった。いい思い出しかない。（62歳は）まだ早いよ。相撲協会には大きなダメージだと思う。次（の理事長を）誰がやるか分からないけど、北の湖親方と同じように芯を持ってやって欲しい」と寂しそうに話した。星誕期はまた「幕下のころ、自分が勝った相撲で倒れた相手に手を貸したことがあった。（北の湖）親方が見てくれていたみたいで、2日後くらいに『誕期、どう思う？』って。『負けた相手から手を出されたらどう思う？』って。『バカ野郎って思います』と言ったら、『そうだろう。同じことを絶対やるな！』と言われたね」とも明かした[3]。
- 元関脇・寺尾の錣山親方が死去した際には軽快にマウンテンバイクで弔問に駆け付け「人柄が素晴らしかった。どんなに酔っぱらっても翌日は稽古場に降りていた。真面目な人。『タンちゃん元気？』と、いつも気に懸けてくれた。亡くなったなんて思いたくない。きついね…」と、現役時代の錣山親方の付け人を行っていた思い出について目頭を押さえて語っていた[4]。

## 主な成績
- 通算成績：430勝388敗11休 勝率.526
- 十両成績：105勝135敗 勝率.438
- 現役在位：101場所
- 十両在位：16場所

### 場所別成績
| | 一月場所 初場所（東京）  | 三月場所 春場所（大阪） | 五月場所 夏場所（東京） | 七月場所 名古屋場所（愛知） | 九月場所 秋場所（東京） | 十一月場所 九州場所（福岡） |
| --- | ------------------------ | ----------------------- | ----------------------- | --------------------------- | ----------------------- | --------------------------- |
| 1987年 （昭和62年） | x                        | x                       | （前相撲）              | 西序ノ口47枚目 6–1          | 東序二段124枚目 6–1     | 西序二段53枚目 4–3          |
| 1988年 （昭和63年） | 東序二段32枚目 4–3       | 西序二段6枚目 5–2       | 東三段目72枚目 4–3      | 東三段目51枚目 4–3          | 西三段目31枚目 5–2      | 東三段目3枚目 1–6           |
| 1989年 （平成元年） | 東三段目34枚目 4–3       | 東三段目20枚目 6–1      | 東幕下45枚目 2–5        | 東三段目7枚目 5–2           | 西幕下41枚目 5–2        | 西幕下21枚目 3–4            |
| 1990年 （平成2年） | 西幕下28枚目 3–4         | 西幕下40枚目 5–2        | 東幕下22枚目 4–3        | 西幕下16枚目 2–1–4          | 西幕下37枚目 休場 0–0–7 | 東三段目17枚目 5–2          |
| 1991年 （平成3年） | 西幕下51枚目 5–2         | 東幕下36枚目 5–2        | 東幕下18枚目 5–2        | 西幕下7枚目 2–5             | 西幕下23枚目 3–4        | 西幕下30枚目 5–2            |
| 1992年 （平成4年） | 東幕下19枚目 4–3         | 西幕下12枚目 4–3        | 西幕下8枚目 5–2         | 西幕下筆頭 4–3              | 東十両12枚目 5–10       | 西幕下7枚目 3–4             |
| 1993年 （平成5年） | 東幕下14枚目 2–5         | 西幕下29枚目 5–2        | 西幕下15枚目 5–2        | 西幕下7枚目 4–3             | 西幕下3枚目 4–3         | 東幕下2枚目 4–3             |
| 1994年 （平成6年） | 西十両13枚目 10–5        | 西十両5枚目 5–10        | 東十両10枚目 2–13       | 西幕下10枚目 2–5            | 東幕下25枚目 6–1        | 東幕下10枚目 2–5            |
| 1995年 （平成7年） | 西幕下25枚目 4–3         | 東幕下18枚目 2–5        | 西幕下33枚目 6–1        | 東幕下14枚目 5–2            | 西幕下8枚目 3–4         | 東幕下12枚目 2–5            |
| 1996年 （平成8年） | 東幕下26枚目 3–4         | 西幕下41枚目 3–4        | 西幕下53枚目 3–4        | 東三段目6枚目 5–2           | 東幕下43枚目 6–1        | 東幕下20枚目 3–4            |
| 1997年 （平成9年） | 東幕下31枚目 5–2         | 西幕下20枚目 5–2        | 西幕下8枚目 6–1         | 東幕下2枚目 2–6             | 東幕下14枚目 5–2        | 東幕下7枚目 2–5             |
| 1998年 （平成10年） | 西幕下22枚目 5–2         | 西幕下9枚目 4–3         | 西幕下5枚目 5–2         | 東幕下2枚目 6–1             | 東十両13枚目 9–6        | 西十両10枚目 8–7            |
| 1999年 （平成11年） | 東十両9枚目 7–8          | 西十両11枚目 9–6        | 西十両7枚目 6–9         | 東十両11枚目 8–7            | 東十両10枚目 8–7        | 西十両8枚目 9–6             |
| 2000年 （平成12年） | 西十両3枚目 5–10         | 東十両7枚目 6–9         | 西十両10枚目 8–7        | 東十両8枚目 0–15            | 東幕下8枚目 6–1         | 西幕下筆頭 3–4              |
| 2001年 （平成13年） | 東幕下7枚目 3–4          | 西幕下13枚目 5–2        | 東幕下7枚目 3–4         | 東幕下14枚目 4–3            | 西幕下11枚目 2–5        | 西幕下23枚目 3–4            |
| 2002年 （平成14年） | 東幕下34枚目 5–2         | 西幕下24枚目 3–4        | 西幕下32枚目 5–2        | 東幕下17枚目 3–4            | 西幕下25枚目 6–1        | 西幕下8枚目 2–5             |
| 2003年 （平成15年） | 西幕下23枚目 3–4         | 西幕下34枚目 3–4        | 東幕下42枚目 4–3        | 西幕下34枚目 4–3            | 東幕下28枚目 3–4        | 西幕下39枚目 1–6            |
| 2004年 （平成16年） | 西三段目6枚目 引退 2–5–0 | x                       | x                       | x                           | x                       | x                           |
| 各欄の数字は、「勝ち-負け-休場」を示す。 優勝 引退 休場 十両 幕下 三賞：敢=敢闘賞、殊=殊勲賞、技=技能賞 その他：★=金星 番付階級：幕内 - 十両 - 幕下 - 三段目 - 序二段 - 序ノ口 幕内序列：横綱 - 大関 - 関脇 - 小結 - 前頭（「#数字」は各位内の序列） |                          |                         |                         |                             |                         |                             |

## 改名歴
- 星誕期 偉真智（ほしたんご いまち）1987年5月場所 - 2004年1月場所

## ウェブテレビ出演
- チャンスの時間（2018年7月4日、AbemaTV）